# Festival de Eurovisión de Jóvenes Bailarines

Participantes confirmados para el Festival de Eurovisión de Jóvenes Bailarines 1999

El Festival de Eurovisión de Jóvenes Bailarines (Eurovisión Young Dancers) es un concurso bienal organizado por la Unión Europea de Radiodifusión (UER) . Se celebra desde 1985, con un formato similar al Festival de Eurovisión donde cada país miembro de la UER puede participar.
Los participantes deben tener entre 15 y 21 años y no deben dedicarse profesionalmente al baile. Pueden participar individualmente o por parejas de baile. El ganador es elegido por un jurado profesional. 
En 1989 y 2003, el concurso premió por separado la danza clásica y la contemporánea.
En 2007, no se realizó debido a un nuevo certamen por parte de la UER, el Festival de Baile de Eurovisión. Estaba previsto que el programa regresaría en 2009, pero no se celebró debido al bajo número de países interesados en participar.
En 2011, la UER, decide volver a celebrar este certamen.
En 2017, la UER, tenía planeado en cancelar el certamen, debido al bajo número de países interesados en participar. Sin embargo, la UER confirmó que este festival continuase.
Cabe destacar, que el país más exitoso de este festival es España, ya que lo ha ganado en 5 ocasiones, completando el podio Países Bajos y Polonia con 2 victorias.